# 林玄悦門入
林玄悦門入（はやし げんえつもんにゅう、1678年（延宝6年） - 1719年12月27日（享保4年11月17日））は、江戸時代の囲碁棋士で、家元林家の三世林門入。二世林門入の長子で、幼名は長太郎、五段。退隠後に玄悦を名乗る。
8歳の時に父門入が病死したが、父が生前に長太郎に林家を相続させることを本因坊道策に託していて、道策は長太郎12歳時に門入を名乗らせて家督相続させた。道策の門人により指導を受け、18歳の時に初段となって、御城碁初出仕。道策死後はその遺命により井上道節因碩が教授したが生来の病弱もあって進境芳しくなく、因碩は他家と協議し、道策の門人片岡因的を養子因竹として跡目とさせた。門入は御城碁では1704年（宝永元年）まで7局を勤め、1707年（宝永4年）には玄悦と改めて退隠し、因竹を四世門入として家督を継がせた。玄悦はその後五段まで進むが、42歳で死去。法名は幽譽玄悦居士、浅草誓願寺快楽院に葬られた。

## 御城碁戦績
- 1695年（元禄8年）三子5目勝 井上道節因碩
- 1696年（元禄9年）三子6目勝 安井知哲
- 1699年（元禄12年）二子ジゴ 安井仙角
- 1700年（元禄13年）二子1目負 安井仙角
- 1702年（元禄15年）白番7目負 本因坊道知
- 1703年（元禄16年）先番4目負 井上因節
- 1704年（宝永元年）先番2目負 本因坊道知